# Schleuse Besigheim
Die Schleusenanlage Besigheim liegt in Fließrichtung des Neckars am unteren Ende eines etwa 0,6 km langen Schleusenkanals in Besigheim und besteht aus einer Doppelschleuse am rechten Ufer. Das dazugehörende dreifeldrige Stauwehr Besigheim und das Wasserkraftwerk liegen neckaraufwärts im Altneckar (Neckar-km 136,6) am linken Ufer. Die Tore der Schleusenanlage bestehen am Oberhaupt aus einteiligen, am Unterhaupt aus zweiteiligen Hubtoren. Die Obertore am Oberhaupt dienen gleichzeitig als Hochwassersperrtore. Die Tore wurden 1992 zuletzt erneuert, während die Antriebe und die Elektrotechnik noch aus der Bauzeit stammen. Insbesondere die zweiteiligen Unterhaupttore sind zwischenzeitlich sehr störanfällig. Des Weiteren ist der Wandbeton der Schleuse seit der Bauzeit unverändert. Die Schleuse steht auf circa 960 Pfählen in einem sehr schlechten Baugrund. Schon zur Bauzeit waren mindestens vier geologische Verwerfungen im Baugrund bekannt. Jüngste Baugrunderkundungsbohrungen haben bis in eine Tiefe von 54 m keinen klar erkennbaren Felshorizont erkennen lassen.

## Bauvorhaben
Um die Schleusenanlage auch in Zukunft betriebssicher betreiben zu können, ist mindestens eine Kammer, vorzugsweise die rechte (landseitige) Kammer, von Grund auf instand zu setzen. Als erforderliche Maßnahmen sind dabei der Neubau eines Unterhauptes mit dem notwendigen Austausch der Hubtore gegen Stemmtore, der Austausch sämtlicher Antriebe, der Elektrotechnik sowie in weiten Teilen eine geplante Betonsanierung zu nennen. Je nach Ergebnis eines durch die BAW aufzustellendem Baugrundgutachtens ist auch eine Baugrundertüchtigung zur Standsicherheit erforderlich, deren Umfang noch nicht feststeht.
Der Baubeginn ist für Ende 2018 vorgesehen, die voraussichtliche Bauzeit beträgt zwei Jahre.